# Antonio Gresta
Antonio Gresta (Ala, 19 gennaio 1671 – Bruchsal, 13 settembre 1727) è stato un pittore italiano.
Antonio Gresta fu pittore trentino che si dedicò completamente all'arte e che lavorò per le famiglie più nobili del suo paese, Ala.

## Primi anni di studio
Antonio Gresta nacque ad Ala il 19 gennaio 1671 da Francesco e Bernardina Burri.
Fin da giovane ricevette la migliore istruzione possibile ed all'età di 18 anni si trasferì a Verona per continuare i propri studi classici. Fu in questo periodo che il Gresta si innamorò della pittura e del disegno a cui si dedicò frequentando sempre l'Accademia di Belle Arti e sotto la guida di ottimi maestri. Si pensa che il primo ad essere stato suo insegnante possa essere Martino Cignaroli in quanto alcuni caratteri di quest'ultimo sono presenti anche nelle pitture del Gresta. In poco tempo Antonio divenne un buon disegnatore e colorista e nella sua permanenza ad Ala lavorò alcuni quadri ad olio oltre a condurre a buon fine degli affreschi. Questi lavori, nonostante fossero lodati dagli intenditori, non soddisfecero completamente l'artista che nel 1701 decise di recarsi a Venezia per colmare le proprie lacune.

## Ritorno ad Ala ed opere

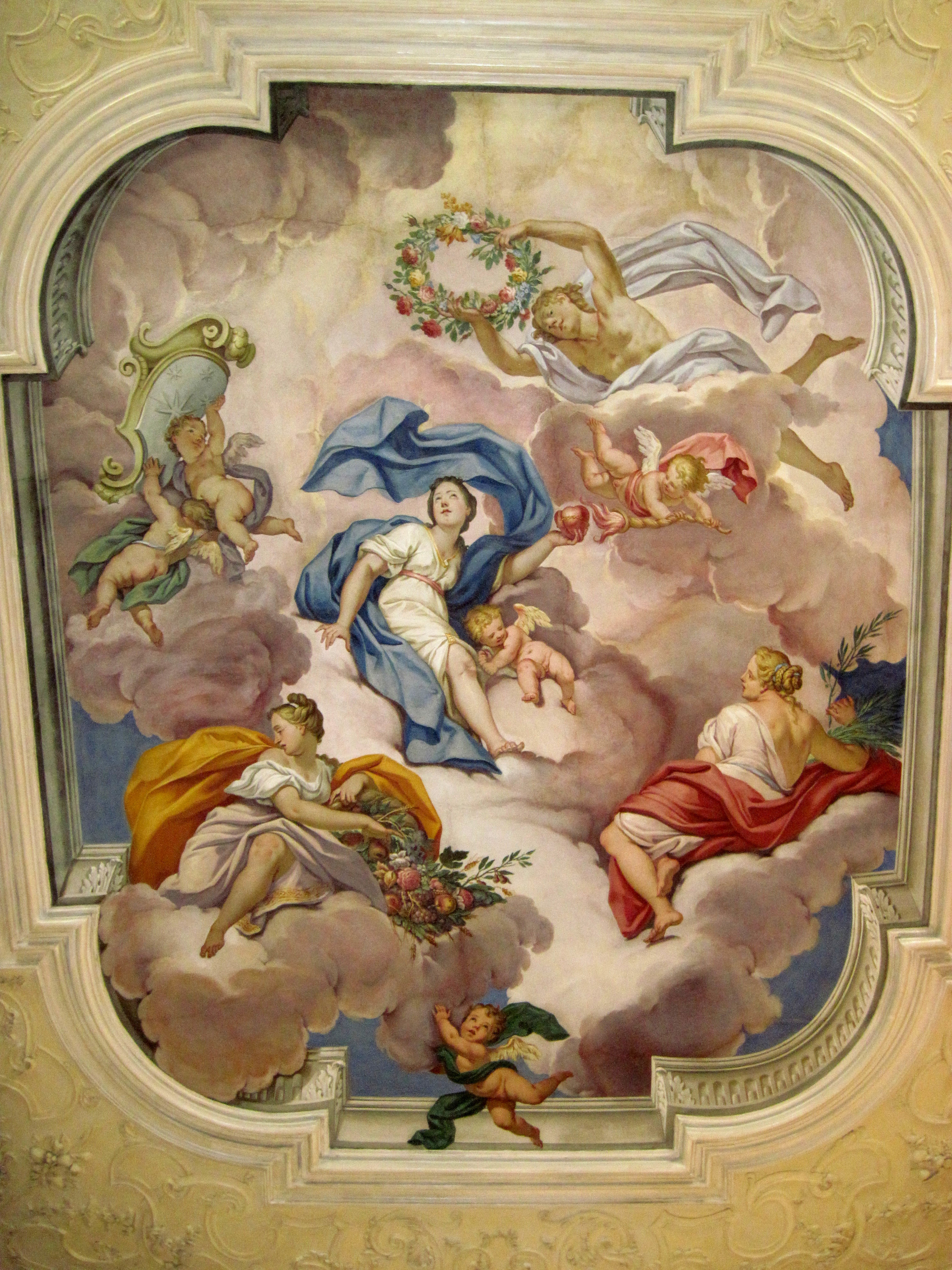
Affresco nella Sala della Musica di Palazzo Pizzini ad Ala

Ritornato ad Ala nel 1705 diede immediatamente sfoggio degli insegnamenti ricavati nella scuola veneta attraverso nuove opere. 
Tra i suoi molti lavori, che si conservano ad Ala, meritano particolare attenzione due quadri a tema sacro. Uno di questi rappresenta Susanna al bagno, mentre il secondo Giuseppe nella prigione d'Egitto.
Sparsasi la voce della sua bravura venne chiamato a Trento a dipingere l'interno della chiesa del Carmine, dove si poteva ammirare la sua pregevole opera. Purtroppo nel 1828, a causa dell'ingrandimento del seminario vescovile, questa chiesa venne demolita.
La città di Rovereto, nutrendo molta stima dei confronti del Gresta, lo incaricò di un lavoro di grande importanza. Nel 1711 i rettori della città volendo dimostrare la propria devozione all'imperatore Carlo VI che dalla Spagna, passando per Rovereto, doveva recarsi a Vienna a ricevere la corona imperiale, ordinarono all'artista una pittura in onore del sovrano.
Sul finire del XVIII secolo, cresciute a dismisura le acque del Leno crollò il ponte di pietra, e la facciata della porta, sulla quale era dipinto l'arco trionfale, soffrì delle varie scosse. Nonostante questo l'opera rimase in buono stato ma all'improvviso il passaggio del reggimento urbano ne portò alla distruzione.
Altri lavori di Antonio Gresta sono presenti a Rovereto e nelle zone limitrofe.
Nella chiesa del Redentore a destra dell'altare si trova una pala del Gresta dedicata a Sant'Andrea d'Avellino.
Nella ex chiesa delle dame inglesi, sempre a Rovereto, esistevano due dipinti piuttosto grandi, uno rappresentava il Sacrificio di Abramo, l'altro il Profeta Elia.
Questi due quadri, che dovevano appartenere alla prima scuola del pittore, vennero distrutti assieme alla Chiesa durante la prima guerra mondiale.
Ad Ala i lavori del Gresta furono diversi. La chiesa parrocchiale di Santa Maria Assunta conserva la pala dedicata a Sant'Antonio, San Gaetano, Santa Caterina e ad altri santi.
La figura della Maddalena, che si trova all'altare della Santa Croce, è sempre di Antonio ed in quest'opera si possono scorgere i pregi della seconda maniera di dipingere dell'artista.
Nella stessa chiesa parrocchiale è presente un'altra pittura, in uno dei piccoli altari nelle cappelle laterali all'altare maggiore, detto altare di San Giuseppe, perché la pala rappresenta la Madonna col bambino e San Giuseppe.
Nella sala del palazzo della nobile famiglia de Pizzini esiste un grande medaglione raffigurante la gloria dell'Agricoltura con varie figure allegoriche ed angioletti.
Questa pittura, come risulta da documenti esistenti nell'archivio di Casa Pizzini, il pittore Antonio Gresta la cominciò il 15 maggio del 1725.
In quell'epoca circa il Gresta dipinse inoltre un soffitto in Casa Taddei che rappresenta la Vergine Assunta con vari angioletti.
Anche il professore Luigi Dalla Laita nel suo Brevi cenni dei pittori alensi dalla fine del 1600 ai primi del 1800 confidò di essere in possesso di due quadri di Antonio. Secondo il Dalla Laita due dei molti capitelli presenti ad Ala e nelle zone limitrofe apparterrebbero all'artista, e precisamente quello che si trova sulla strada campestre detta delle Corone sotto all'ex Maso Pellegrini.
Questo capitello in particolare rappresenta in alto la Madonna col bambino ed in basso ai lati San Valentino ed una monaca, forse Santa Rosalia o Santa Clara, nel fondo le anime del purgatorio.
Il secondo capitello è situato nella stessa via, in un posto che Luigi Dalla Laita chiama Prati, e rappresenta in alto una Madonna simile a quella descritta precedentemente, ed in basso i soliti santi ed anime del Purgatorio.
L'ultima opera documentata al pittore in patria è l'affresco nel salone di palazzo Pizzini ad Ala.
Furono i due fratelli Francesco e Nicolò Pizzini de Hochenbrunn a commissionare il lavoro al Gresta.

## Ultimo anno
Dopo l'11 agosto 1726, data della sottoscrizione del testamento con il fratello Sebastiano, Antonio parte insieme all'aiutante Giuseppe Maria Bracchetti alla volta di Spira per esercitare la sua arte al servizio del vescovo principe di quella città: il cardinale Damian Hugo von Schönborn-Buchheim.
L'artista era arrivato al cardinale, che stava costruendo il suo castello a Bruchsal a poca distanza da Spira, grazie alla mediazione del musicista trentino Francesco Antonio Bonporti.
A causa dei bombardamenti avvenuti durante la seconda guerra mondiale il 1º marzo 1945, la residenza è andata distrutta e delle opere del Gresta non restano che alcune foto.
Nei primi giorni di settembre del 1727 l'artista venne colpito da una malattia che lo portò poi alla morte la notte tra il 12 e il 13 settembre dello stesso anno. Successivamente si sparse la voce che il pittore fosse stato avvelenato ma su questo non vi sono dati certi.